# Колтун, Евгений Исидорович
Евгений Исидорович Колтун (род. 17 июня 1947, Куйбышев) — советский, российский спортсмен и тренер, судья, основатель и бессменный президент Тюменского атлетического клуба «Антей», заслуженный тренер России, Заслуженный работник физической культуры РФ, председатель Федерации бодибилдинга и фитнеса Тюменской области и города Тюмени.

## Биография
Родился 17 июня 1947 года в семье военного. Отец, Исидор Исаакович Колтун, был офицером, закончил Военную академию тыла и снабжения, принимал участие в Великой Отечественной войне, в том числе во взятии Кенигсберга, вернулся с боевыми наградами. Мама, Чара Ароновна, лингвист, окончила Киевский Государственный университет.
Окончил Тюменский индустриальный институт, аспирантуру Московского НИИ физкультуры. Начал заниматься бодибилдингом в Омске в 17 лет. К тому времени был обладателем 2-го разряда по гимнастике и первого разряда по тяжелой атлетике и баскетболу.
В 1966 году с семьей переехал в Тюмень. В спортивном зале Индустриального института организовал первую группу любителей атлетической гимнастики. 20 февраля 1967 года при обкоме ВЛКСМ был зарегистрирован первый в Тюмени атлетический клуб «Антей».
В 1968 году стал серебряным призером Всесоюзного открытого атлетического турнира в Клайпеде «Янтарный приз». В 1968-69 победитель первого и второго Всероссийских открытых турниров по культуризму, организованных в Тюмени. С 1969 года судья всесоюзных и всероссийских турниров по культуризму.
В 1987 году избран председателем федерации атлетизма РСФСР, членом Бюро исполкома федерации атлетизма СССР. С 1990 года вице-президент ФА СССР, судья Международной категории ИФББ. Обслуживает крупнейшие международные турниры.
С 1992 года судья высшей международной категории IFBB. В феврале 1992 года избран первым вице-президентом и председателем Судейского комитета Федерации бодибилдинга России ФББР. В ноябре 1994 года на международном конгрессе ИФББ избран одним из пяти членов Судейского Комитета ИФББ. В том же году пленумом ФББР избран Генеральным секретарем и председателем Судейского Комитета ФББР.
С 2000 года председатель федерации бодибилдинга и фитнеса г. Тюмени и Тюменской области, в 2002 году был избран членом судейского Комитета Европейской Федерации бодибилдинга и фитнеса.

## Воспитанницы
Личный тренер:
- мастера спорта России международного класса первой российской чемпионки Европы, вице-чемпионки мира, семикратной абсолютной чемпионки России по бодибилдингу, двукратной вице-чемпионки Мира по бодибилдингу в смешанных парах Елены Давыдовой
- трехкратной абсолютной чемпионки России по фитнесу, вице-чемпионки Европы, победительницы международных турниров мастера спорта России международного класса Жанны Бабаниной
- заслуженного мастера спорта по бодибилдингу, двукратной чемпионки мира, абсолютной чемпионки России Натальи Проскуряковой
- пятикратной чемпионки России среди юниорок, чемпионки мира среди юниорок по бодибилдингу мастера спорта России международного класса Ольги Огневой
- первой российской чемпионки мира среди юниорок,Первой российской абсолютной чемпионки мира и абсолютной России по фитнесу, мастера спорта России международного класса Натальи Гурьевских
- трёхкратной чемпионки мира и России по бодифитнесу среди юниорок, двукратной чемпионки России среди женщин до 158 см,2-кратной чемпионки Европы и мира, абсолютной чемпионки крупнейшего после Олимпии Международного любительского турнира «Арнольд Шварценеггер Классик» в США(2013), заслуженного мастера спорта по бодифитнесу Элины Гоок
- абсолютной чемпионки России, вице-чемпионки Европы по бодифитнесу мастера спорта России международного класса Анны Сорокиной
- 2-кратной чемпионки Мира по бодифитнесу среди юниорок, 2-кратной чемпионки и абсолютной чемпионки России среди женщин,2-кратной абсолютной чемпионки Европы и абсолютной мира, заслуженного мастера спорта по бодифитнесу Юлии Ушаковой
- вице-чемпионки мира, чемпионки Европы, чемпионки России по бодибилдингу среди юниорок, мастера спорта России Екатерины Бахрах
- двукратной абсолютной чемпионки России по фитнесу среди девушек, бронзового призера чемпионата мира и серебряного призера чемпионата России среди юниорок, чемпионки Европы среди юниоров, мастера спорта России международного класса по фитнесу Ольги Тихоновой
- абсолютной чемпионки России и бронзового призера чемпионата мира по фитнесу, абсолютной чемпионки мира среди юниоров по фитнесу, мастера спорта России международного класса Светланы Юрковой
- вице чемпионки СССР по бодибилдингу, мастера спорта СССР Лидии Мищенко.

## Награды и премии
Серебряная и золотая медали ИФББ, в 1994 году представлен к личной Золотой медали Президента ИФББ Бена Вейдера за особые заслуги по развитию бодибилдинга в Европе и в мире, в 1995 году присвоено почётное звание «Заслуженный тренер России», в 1996 году награждён почетным знаком «За заслуги в развитии физической культуры и спорта» Комитета по физической культуре и туризму в России. В сентябре 1997 указом Президента России присвоено почётное звание «Заслуженный работник физической культуры России»
По решению бюро Исполкома ИФББ в 1997 году награждён Почётным дипломом ИФББ «За особые выдающиеся заслуги в развитии бодибилдинга в России, Европе и в мире» — третьей по значимости. В 2003 году награждён «Почётной наградой им. Оскара Стейта», одной из высших наград ИФББ. В 2007 году награждён Почётной Медалью ИФББ за особые заслукги в развитии Бодибилдинга в Мире. В 2008 году Указом Президента России В. В. Путина награждён Медалью Ордена «За заслуги перед Отечеством» 2-й степени. В 2011 награждён Почётной Наградой ИФББ за выдающийся вклад в развитие бодибилдинга и фитнеса в России, Европе и Мире.